# Прва битка за Хеглиг
Прва битка за Хеглиг (енгл. First Battle of Heglig) је оружани сукоб војске Јужног Судана и Судана којим је почео међусобни рат. Трајао је од 26. до 28. марта 2012, и окончан је победом суданских снага.

## Ток битке
Званичници Судана саопштили су да је Јужни Судан напао нафтно поље у Хеглигу, 26. марта, док је друга страна то окарактерисала као чин самоодбране. Следећег дана суданска авијација је бомбардовала нафтна поља у пограничном делу Јужног Судана, недалеко од града Бентијуа. Копнена војска Судана је напала и спорна подручја дуж границе, али је та офанзива одбијена.
Бомбардовани су и положаји јужносуданске артиљерије код Бентијуа, а суданске власти су потврдиле да је војска јужног суседа пробила 10 километара у њихову територију. Напад је одбијен и неколико војника је заробљено.
Током 28. марта, власти Јужног Судана наредили су својим трупама повлачење из области Хеглига, чиме је окончана прва већа битка у међусобном рату.